# مولانا عاشق سیستانی
مولانا عاشقی سیستانی، مردی شاعر عاشق‌پیشه و در سبک شاعری و غزلسرایی از خسرو ملک، پیروی و در دربار امیرخسرو دهلوی مشغول بوده‌است.
برای طلب علم و دانش به شام می‌رود و مدتی در قدس و در محضر محقق، درویش موسی از مشاهیر صوفیه، علوم صوفیه را فرا می‌گیرد؛ و بعد از مدتی به وطنش سیستان بازمی‌گردد.
مولانا ولی که شاعری نامدار است در وصف بیت زیر که سروده مولانا عاشقی است. می‌گوید: تمام دیوان خود را با این بیت عاشقی معاوضه می‌کنم.
| سرچشم یار گردم، که هجوم غمزه او |  | نفسی نمی‌گذارد، که دل آرمیده باشد         |
| زشگفتن رقیب، به سحر در اضطرابم  |  | که چه ذوق دارد، آیا چه به خواب دیده باشد |

## جستار های وابسته
- سیستان
- شاعران ایرانی
- شاعران سیستانی